# Morti nel 1756
| Questa pagina contiene informazioni ricavate automaticamente dalle voci biografiche con l'ausilio del template Bio e di un bot. L'aggiornamento è periodico e automatico e ricostruisce completamente la pagina. Se manca una persona in questa lista, sei pregato di non aggiungerla, ma accertati piuttosto che la sua voce biografica contenga il template Bio e che i dati anagrafici siano correttamente compilati. Se il template Bio manca, inseriscilo tu stesso o, in alternativa, metti l'avviso {{tmp\|Bio}} che ne segnala la mancanza. Se i dati riportati sono sbagliati, correggi direttamente la voce biografica; le modifiche saranno visibili in questa lista entro pochi giorni. Per chiarimenti vedi il progetto biografie. La lista contiene solo le 92 persone che sono citate nell'enciclopedia e per le quali è stato implementato correttamente il template Bio. Pagina aggiornata al 26 ott 2024. |

## Gennaio(3)
- 17 gennaio - Giuseppe Longhi, francescano italiano (n. 1694)
- 18 gennaio - Franz Georg von Schönborn, arcivescovo cattolico tedesco (n. 1682)
- 25 gennaio - Christoph Thomas Scheffler, pittore tedesco (n. 1699)

## Febbraio(7)
- 1º febbraio - Maria Augusta di Thurn und Taxis, duchessa (n. 1706)
- 12 febbraio - Semaan Boutros Awwad, patriarca cattolico libanese (n. 1683)
- 21 febbraio - Daniele Concina, presbitero italiano (n. 1687)
- 22 febbraio - Mario Bolognetti, cardinale italiano (n. 1691)
- 25 febbraio - Eliza Haywood, scrittrice inglese (n. 1693)
- 27 febbraio - Matteo Bonechi, pittore italiano (n. 1669)
- 28 febbraio - Giuseppe Volpi, nobile e letterato italiano (n. 1680)

## Marzo(3)
- 16 marzo - Antonio Bernacchi, contralto italiano (n. 1685)
- 19 marzo - Giuseppe Avitrano, compositore e violinista italiano
- 30 marzo - Sebastián de Albero, clavicembalista e organista spagnolo (n. 1722)

## Aprile(9)
- 4 aprile - Marie Sophie de Courcillon, nobile francese (n. 1713)
- 9 aprile - Alivardi Khan, sovrano bengalese (n. 1671)
- 10 aprile - Vito Antonio Conversi, pittore italiano (n. 1712)
- 10 aprile - Giacomo Antonio Perti, compositore italiano (n. 1661)
- 13 aprile - Johann Gottlieb Goldberg, compositore, clavicembalista e organista tedesco (n. 1727)
- 16 aprile - Jacques Cassini, astronomo francese (n. 1677)
- 25 aprile - Enrico Enriquez, cardinale e arcivescovo cattolico italiano (n. 1701)
- 26 aprile - Gian Giacomo Planteri, architetto italiano (n. 1680)
- 27 aprile - Şehsuvar Sultan,  ottomana

## Maggio(7)
- 2 maggio - Mikkel Bille, ammiraglio danese (n. 1680)
- 4 maggio - Domingo Polou, arcivescovo cattolico spagnolo (n. 1679)
- 4 maggio - Antonio Maria Biscioni, filologo, bibliotecario e religioso italiano (n. 1674)
- 8 maggio - Domenico Corradi d'Austria, matematico italiano (n. 1677)
- 8 maggio - Pietro Pertichi, pittore italiano
- 30 maggio - Cristiano Ludovico II di Meclemburgo-Schwerin, duca (n. 1683)
- 30 maggio - Gottfried Heinrich Krohne, architetto tedesco (n. 1703)

## Giugno(6)
- 4 giugno - Zübeyde Sultan, principessa ottomana (n. 1728)
- 6 giugno - Michele Carlo Althann, vescovo cattolico tedesco (n. 1702)
- 11 giugno - César Chesneau Dumarsais, filosofo e grammatico francese (n. 1676)
- 14 giugno - Prosper Marchand, editore francese (n. 1678)
- 17 giugno - Marc-Antoine de Dampierre, compositore, musicista e nobile francese (n. 1676)
- 28 giugno - Armand II de Rohan-Soubise, cardinale, vescovo cattolico e abate francese (n. 1717)

## Luglio(8)
- 3 luglio - Giovanni Battista Nolli, ingegnere e architetto italiano (n. 1701)
- 8 luglio - Federico Bencovich, pittore dalmata (n. 1677)
- 22 luglio - Christian Hilfgott Brand, pittore tedesco (n. 1694)
- 22 luglio - Cesare Cattaneo Della Volta, doge (n. 1680)
- 23 luglio - Charles Armand de Gontaut-Biron, militare francese (n. 1663)
- 24 luglio - George Vertue, incisore e antiquario inglese (n. 1684)
- 25 luglio - Mario Mellini, cardinale italiano (n. 1677)
- 27 luglio - Marie Sallé, danzatrice e coreografa francese

## Agosto(3)
- 8 agosto - Luisa di Danimarca, principessa danese (n. 1726)
- 18 agosto - Erdmann Neumeister, teologo tedesco (n. 1671)
- 28 agosto - Silvio Valenti Gonzaga, cardinale, arcivescovo cattolico e collezionista d'arte italiano (n. 1690)

## Settembre(11)
- 3 settembre - Johann Friedrich Christ, archeologo e storico dell'arte tedesco (n. 1701)
- 10 settembre - Filippo Balatri, sopranista italiano (n. 1682)
- 10 settembre - Ignazio Roero Sanseverino, vescovo cattolico italiano (n. 1704)
- 11 settembre - Johann Nicolaus Frobes, filosofo e matematico tedesco (n. 1701)
- 17 settembre - William Martin, ammiraglio britannico
- 19 settembre - Josef Antonín Sehling, compositore ceco (n. 1710)
- 22 settembre - Abu l-Hasan 'Ali I,  tunisino (n. 1688)
- 22 settembre - John Hobart, I conte di Buckinghamshire, nobile inglese (n. 1693)
- 23 settembre - John Talbot, politico e magistrato inglese (n. 1712)
- 26 settembre - Joachim Andreas Stukenbrock, minatore tedesco (n. 1699)
- 30 settembre - Sergej Grigor'evič Stroganov, nobile e ufficiale russo (n. 1707)

## Ottobre(3)
- 6 ottobre - Roland-Michel Barrin de La Galissonière, militare francese (n. 1693)
- 7 ottobre - Johannes Nathanael Lieberkühn, medico tedesco (n. 1711)
- 28 ottobre - Charles Somerset, IV duca di Beaufort, nobile e politico inglese (n. 1709)

## Novembre(6)
- 10 novembre - Edward Holland, politico statunitense (n. 1702)
- 16 novembre - Isacco Lampronti, rabbino, medico e filosofo italiano (n. 1679)
- 21 novembre - Giorgio Guzzetta, presbitero italiano (n. 1682)
- 21 novembre - Francesco Saverio Quadrio, presbitero, storico e scrittore italiano (n. 1695)
- 21 novembre - José de Ibarra, pittore messicano (n. 1688)
- 26 novembre - Louis-François Delisle de La Drevetière, drammaturgo francese (n. 1682)

## Dicembre(5)
- 4 dicembre - Amand von Buseck, vescovo cattolico e abate tedesco (n. 1685)
- 11 dicembre - Maria Amalia d'Asburgo (n. 1701)
- 11 dicembre - Theodor Stephan von Neuhoff, militare tedesco (n. 1694)
- 11 dicembre - Paisio II di Costantinopoli, arcivescovo ortodosso greco
- 18 dicembre - Giulia Chiteria Caracciolo, nobile spagnola (n. 1705)

## Senza giorno specificato(21)
- Siraj-ud-Din Ali Khan Arzu, poeta, lessicografo e linguista indiano (n. 1687)
- Bernardus Accama, pittore olandese (n. 1697)
- Riccardo Broschi, compositore italiano
- Camillo Brunori, medico e poeta italiano (n. 1681)
- Alejandro Carnicero, scultore spagnolo (n. 1693)
- John Faber, incisore olandese (n. 1684)
- Stefano Ghirardini, pittore italiano (n. 1696)
- Ermenegildo Hamerani, medaglista italiano (n. 1683)
- Pieter Langendijk, drammaturgo, poeta e pittore olandese (n. 1683)
- Claude Langlois, artigiano francese
- James Mann, ottico inglese (n. 1706)
- Henri Millot, pittore francese
- Nishimura Shigenaga, pittore e incisore giapponese (n. 1697)
- Domingo Ortíz de Rosas, militare spagnolo (n. 1683)
- Michelangelo Prunati, pittore italiano (n. 1690)
- Paul Richard, politico statunitense (n. 1697)
- Nicolò Russo, ceramista italiano (n. 1677)
- Procopio Serpotta, scultore e stuccatore italiano (n. 1679)
- Catherine Tofts, soprano inglese (n. 1685)
- Cosimo Trinci, agronomo italiano
- Antonio Turbino, architetto italiano (n. 1680)